# When I dance
|  | Denne artikel er oprettet af botten Steenthbot ud fra en ekstern database. Den kan derfor have sproglige fejl eller mangler. Denne skabelon kan fjernes efter kontrol af indholdet. |

When I dance er en dansk dokumentarfilm fra 2018 instrueret af Signe Roderik.

## Handling
Filmen dykker ned i balletbørns oplevelser af og med ballet. Sylvester Jønson og Ella Als-Nielsen fra Det Kongelige Teaters balletskole får i filmen lov at tænke og tale frit - uden voksne der forklarer eller analyserer.